# Ethan Mbappé
Ethan Mbappé   (Montreuil, 29 de desembre de 2006) és un futbolista francès que juga com a centrecampista al Lille Olympique Sporting Club Métropole de la Ligue 1. És germà menor del futbolista Kylian Mbappé.

## Primers anys
Nascut a Montreuil, va créixer al si d'una família de futbolistes, amb el seu germà Kylian i el seu germà adoptiu Jirès Kembo Ekoko, tots dos amb carreres com a futbolistes professionals. El seu pare és camerunès i la seva mare algeriana.

## Trajectòria
Va seguir els passos dels seus dos germans grans en fitxar per l'AS Bondy local el 2015. Després de dos anys a l'AS Bondy, es va unir al gegant francès Paris Saint-Germain el 2017, en la mateixa finestra de transferències que va veure el club portar el seu germà Kylian en préstec. Va marcar en el seu debut amb l'equip sub-12.
Va signar un nou contracte de tres anys amb el club el juny de 2021. El 16 de desembre de 2022, als 15 anys, va debutar amb l'equip sènior del club en una victòria per 2-1 en un amistós contra el París FC. En la temporada 2023–24, va ser convocat per a la gira de pretemporada a Àsia, i va fer la seva primera titularitat amb el PSG en una victòria amistosa per 3-0 contra el Jeonbuk Hyundai Motors el 3 d'agost. Mbappé va ser convocat per primera vegada per un partit oficial del PSG el 15 de setembre de 2023,mantenint-se a la banqueta tot el partit en una derrota a casa per 3–2 davant el Nice. Va fer el seu debut sènior i professional amb el PSG com a substitut en la victòria per 3-1 de la Ligue 1 contra el Metz el 20 de desembre de 2023.

## Selecció nacional
Va ser convocat a la selecció sub-16 de França al novembre de 2021.

## Estil de joc
A diferència del seu germà, Kylian Mbappe, un davanter conegut per la velocitat fulgurant, Ethan és un centrecampista esquerrà i tècnic.

## Vida personal
El gener del 2022 es va veure implicat en un accident de trànsit lleu, després que el cotxe en què viatjava fos envestit per un conductor ebri. No va patir lesions importants.

## Palmarès
Paris Saint-Germain
- 1 Ligue 1: 2023-24[17]
- 1 Copa francesa: 2023-24[18]